# Zranione serca
Zranione serca (hindi Kachche Dhaage / कच्चे धागे) – bollywoodzki thriller z 1999 roku w reżyserii debiutanta Milana Luthrii. W rolach głównych wystąpili Ajay Devgan, Saif Ali Khan i Manisha Koirala. Zdjęcia kręcono w stanie Radżastan na granicy z Pakistanem oraz w Szwajcarii.

## Fabuła
Dwóch obcych sobie ludzi: złodziej Aftab (Ajay Devgan) i Dhanmjay, dynamiczny, odnoszący sukcesy biznesmen (Saif Ali Khan) przy łożu umierającego ojca dowiadują się, że są przyrodnimi braćmi. Aftab, dotychczas pozbawiony nazwiska ojca, odrzucony z tego powodu przez rodziców ukochanej (Manisha Koirala) żal do ojca przenosi na brata. Mimo to wkrótce szantażowany przez gangsterów Aftab zwróci się do dotychczas nieznanego młodszego brata o pomoc.

## Obsada
- Ajay Devgan	 ... 	Aftab
- Saif Ali Khan	... 	Dhananjay Pandit 'Jai'
- Manisha Koirala	... 	Ruksana
- Namrata Shirodkar	... 	Ragini Pandit, narzeczona Jaia
- Maya Alagh	... 	Mariam, matka Aftaba
- Govind Namdeo	... 	Vaikunth
- Anupam Shyam	 ... 	Ramakant Pandit, ojciec Jaia i Aftaba

## Muzyka i piosenki
Autorem muzyki i piosenek jest Nusrat Fateh Ali Khan
- Band Lifafa Dil Mera
- Ek Jawani Teri
- Upar Khuda Aasmaan Neeche – Female
- Upar Khuda Aasmaan Neeche – Male
- Dil Pardesi Ho Gaya
- Khali Dil Nahi
- Pyar Nahi Karna

## Ciekawostki
- To jedyny film (oprócz LOC Kargil), w którym Ajay Devgan i Saif Ali Khan występują razem, w dodatku hindus Ajay gra muzułmanina, a muzułmanin Saif Ali gra hindusa.
- Manisha Koirala wystąpiła potem jeszcze w parze z Ajayem Devganem w Hindustani Ki Kasam, Lajja, Towarzystwo i w Mehbooba (2008).
- Ajay Devgan wystąpił potem w kolejnym filmie debiutującego tu reżysera Milana Luthrii, w Chori Chori: Każdy ma prawo do miłości (z Rani Mukherjee).